# Phu Wiang (huyện)
Phu Wiang (tiếng Thái: ภูเวียง) là một huyện (amphoe) ở tây bắc của tỉnh Khon Kaen, đông bắc Thái Lan.

## Địa lý
Các huyện giáp ranh (từ phía đông bắc theo chiều kim đồng hồ) là Ubolratana, Nong Ruea, Chum Phae, Wiang Kao, Nong Na Kham của tỉnh Khon Kaen và Non Sang của tỉnh Nongbua Lamphu.

## Hành chính
Huyện này được chia ra thành 11 phó huyện (tambon), các đơn vị này lại được chia thành 114 làng (muban). Phu Wiang là một thị trấn (thesaban tambon) nằm trên một phần của tambon Phu Wiang. Có 11 Tổ chức hành chính tambon.
| STT. | Tên                | Tên Thái    | Số làng | Dân số |  |
| ---- | ------------------ | ----------- | ------- | ------ |  |
| 1.   | Ban Ruea           | บ้านเรือ      | 9       | 3.744  |  |
| 4.   | Wa Thong           | หว้าทอง      | 8       | 5.260  |  |
| 5.   | Kut Khon Kaen      | กุดขอนแก่น    | 15      | 9.407  |  |
| 6.   | Na Chum Saeng      | นาชุมแสง     | 12      | 6.484  |  |
| 7.   | Na Wa              | นาหว้า       | 11      | 8.129  |  |
| 10.  | Nong Kung Thanasan | หนองกุงธนสาร | 16      | 9.264  |  |
| 12.  | Nong Kung Soen     | หนองกุงเซิน   | 9       | 6.107  |  |
| 13.  | Song Pueai         | สงเปือย      | 11      | 6.365  |  |
| 14.  | Thung Chomphu      | ทุ่งชมพู       | 8       | 4.547  |  |
| 16.  | Din Dam            | ดินดำ        | 7       | 4.764  |  |
| 17.  | Phu Wiang          | ภูเวียง       | 8       | 7.488  |  |

Các con số gián đoạn trong bảng là tambon nay tạo thành huyện Wiang Kao và Nong Na Kham.